# ダグラス郡区 (アイオワ州オーデュボン郡)
ダグラス郡区 (Douglas Township) は、アメリカ合衆国アイオワ州、オーデュボン郡にある12の郡区の一つである。2000年の国勢調査で、人口は286人だった。

## 地理
ダグラス郡区は95.5平方キロメートル（36.86平方マイル）で、基礎自治体は存在しない。アメリカ地質調査所によると、この郡区にはDouglas TownshipとEbenezerの2箇所の霊園が含まれている。